# 貝茨維爾 (密西西比州)
貝茨維爾（英語：Batesville，发音：[beɪtsˌvɪl]）是一個位於美國密西西比州帕諾拉縣的城市。根據2010年美國人口普查，該地共人口7,463人，而該地的面積約為28.90平方千米。同時該地也是帕諾拉縣的縣治。

## 地理
貝茨維爾的座標為34°19′04″N 89°56′33″W / 34.31778°N 89.94250°W，而該地的平均海拔高度為71米（即233英尺）。